# Seznam braniborských panovníků
Na této stránce naleznete chronologicky řazená braniborská markrabata a kurfiřty.

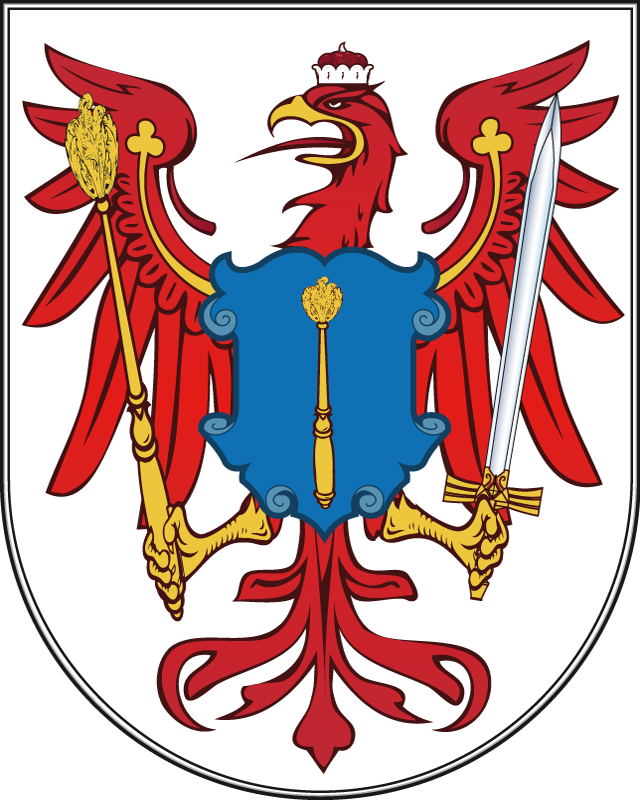
Znak Braniborské marky

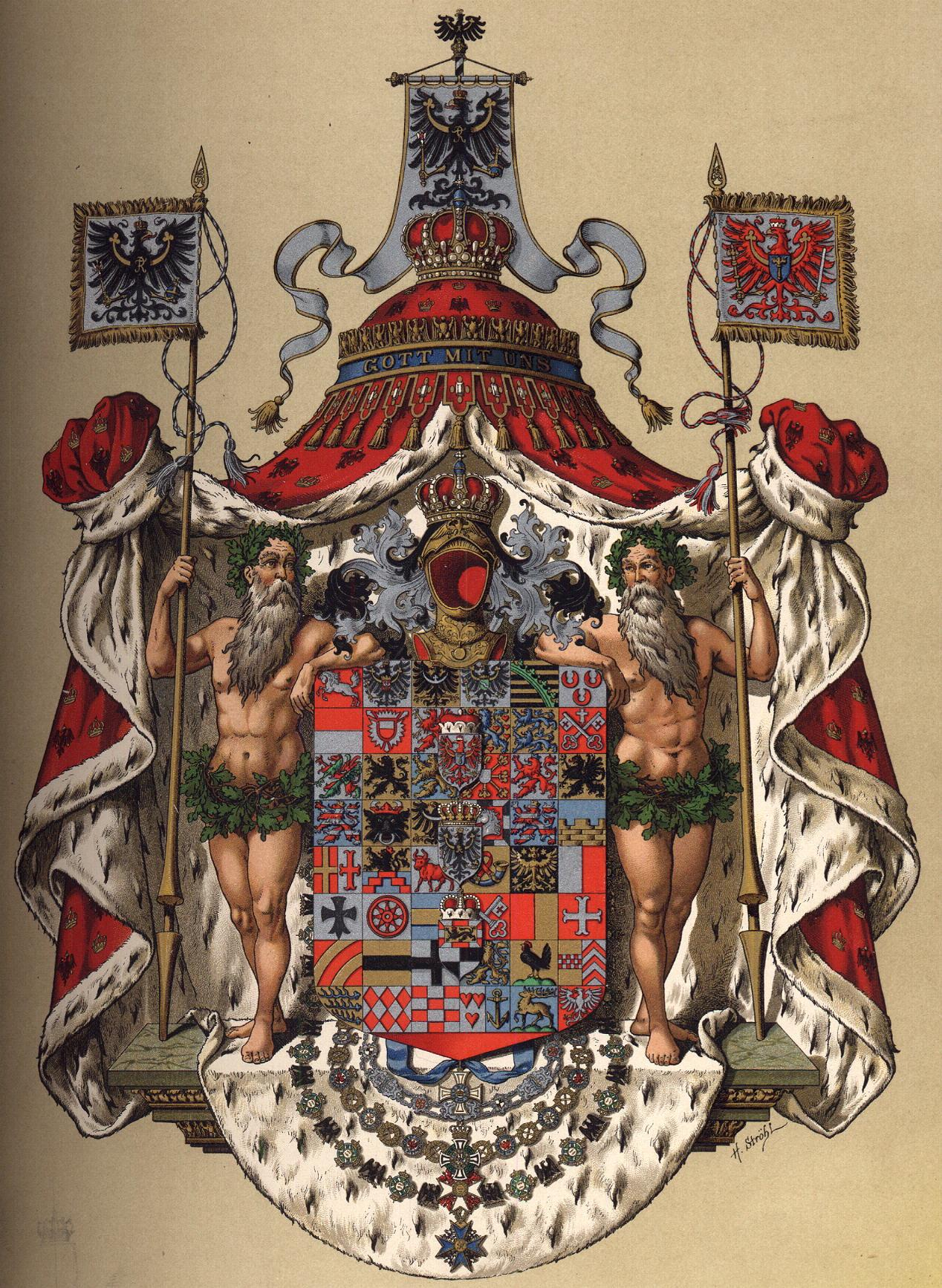
Znak pruských králů

Znak německých císařů (1871–1918)

| Braniborská markrabata                           | Braniborská markrabata | Braniborská markrabata |
| Askánci                                          | Askánci                | Askánci                |
| Jméno                                            | Období vlády           | Nar. – úmrtí           |
| ------------------------------------------------ | ---------------------- | ---------------------- |
| Albrecht I. Medvěd                               | 1134–1170              | 1100–1170              |
| Ota I.                                           | 1170–1184              | 1128–1184              |
| Ota II.                                          | 1184–1205              | 1147–1205              |
| Albrecht II.                                     | 1205–1220              | 1150–1220              |
| Jan I. s Otou III.                               | 1220–1266              | 1213–1266              |
| Ota III. Zbožný                                  | 1220–1267              | 1215–1267              |
| Ota IV.                                          | 1267–1308              | 1238–1309              |
| Valdemar Veliký                                  | 1308–1319              | 1280–1319              |
| Jindřich II. Dítě                                | 1319–1320              | 1308–1320              |
| Braniborská markrabata a od roku 1356 kurfiřti   |                        |                        |
| Wittelsbachové                                   |                        |                        |
| Jméno                                            | Období vlády           | Nar. – úmrtí           |
| Ludvík (císař Ludvík IV.)                        | 1320/22–1323           | 1282–1347              |
| Ludvík I. Branibořan (bavorský vévoda Ludvík V.) | 1323–1351              | 1315–1361              |
| Ludvík II. Říman                                 | 1351–1365              | 1328–1365              |
| Ota V. Líný                                      | 1365–1373              | 1346–1379              |
| Braniborští kurfiřti                             |                        |                        |
| Lucemburkové                                     |                        |                        |
| Jméno                                            | Období vlády           | Nar. – úmrtí           |
| Václav (král Václav IV.)                         | 1373–1378              | 1361–1419              |
| Zikmund                                          | 1378–1397              | 1368–1437              |
| Jošt                                             | 1397–1411              | 1351–1411              |
| Zikmund                                          | 1411–1417              | 1368–1437              |
| Braniborští kurfiřti                             |                        |                        |
| Hohenzollernové                                  |                        |                        |
| Jméno                                            | Období vlády           | Nar. – úmrtí           |
| Fridrich I.                                      | 1417–1440              | 1371–1440              |
| Jan (regent)                                     | 1426–1440              | 1406–1464              |
| Fridrich II. Železný                             | 1440–1470              | 1413–1470              |
| Albrecht III.                                    | 1470–1486              | 1414–1486              |
| Jan Cicero                                       | 1486–1499              | 1455–1499              |
| Jáchym I. Nestor                                 | 1499–1535              | 1484–1535              |
| Jáchym II. Hector                                | 1535–1571              | 1505–1571              |
| Jan Jiří I.                                      | 1571–1598              | 1525–1598              |
| Jáchym Fridrich I.                               | 1598–1608              | 1546–1608              |
| Braniborští kurfiřti a pruští vévodové           |                        |                        |
| Hohenzollernové                                  |                        |                        |
| Jméno                                            | Období vlády           | Nar. – úmrtí           |
| Jan Zikmund I.                                   | 1608–1619              | 1572–1619              |
| Jiří Vilém                                       | 1619–1640              | 1595–1640              |
| Fridrich Vilém I. Velký kurfiřt                  | 1640–1688              | 1620–1688              |
| Fridrich III.                                    | 1688–1713              | 1657–1713              |
| Pruští králové braniborskými kurfiřty            |                        |                        |
| Hohenzollernové                                  |                        |                        |
| Jméno                                            | Období vlády           | Nar. – úmrtí           |
| Fridrich III.                                    | 1701–1713              | 1657–1713              |
| Fridrich Vilém II. Král voják                    | 1713–1740              | 1688–1740              |
| Fridrich IV. Veliký                              | 1740–1786              | 1712–1786              |
| Fridrich Vilém III.                              | 1786–1797              | 1744–1797              |
| Fridrich Vilém IV.                               | 1797–1806              | 1770–1840              |

Za vlády kurfiřta Fridricha Viléma IV. (pruský král Fridrich Vilém III.) bylo Braniborské kurfiřtství včleněno do Pruského království.